# ジェト
ジェト（Djet）はエジプト第1王朝の4代目のファラオで、ギリシア語で Uenephes と呼ばれる人物と同一と見られる。紀元前2980年頃の人物。ジェトの名前は、「聖なるコブラ」を意味する。埋葬地はアビュドス。
彼の治世についてはあまり分かっていないが、保存状態よく現存する石碑によって良く知られている。石碑にはジェトの名前が刻印され、エジプト式の古代芸術がほぼ完成していたことをうかがわせる。パレルモ石の中で彼の事跡を記した部分は欠損している。